# Lijst van burgemeesters van Heusden-Zolder
Dit is een chronologische lijst van burgemeesters van de Belgische gemeente Heusden-Zolder vanaf haar ontstaan op 1 januari 1977 door de fusie van de gemeenten Heusden en Zolder.
| periode      | naam burgemeester                | opmerking                                                           |
| ------------ | -------------------------------- | ------------------------------------------------------------------- |
| 1977 - 1982  | Jozef Aerts (1913-1992)          | CVP, was vanaf 1947 burgemeester van de voormalige gemeente Heusden |
| 1983 - 1994  | Jaak Vandenwijngaert (1930-2005) | Partij Nieuw                                                        |
| 1995 - 2000  | Sonja Claes                      | CVP                                                                 |
| 2001 - 2006  | Tony Beerten                     | Partij Nieuw                                                        |
| 2007 - 2012  | Sonja Claes                      | CD&V                                                                |
| 2013 - heden | Mario Borremans                  | N-VA/Onafhankelijke                                                 |